# Olli Isoaho
Olli Matias Isoaho (* 2. März 1956 in Kerava) ist ein ehemaliger finnischer Fußballtorwart.

## Karriere
Für die Vereine Helsingin Ponnistus und HJK Helsinki absolvierte er zwischen 1973 und 1982 zahlreiche Erstligaspiele, wobei er dreimal Meister und einmal Pokalsieger wurde.
Nachdem Isoaho beim 1. FC Köln trainiert hatte – Toni Schumacher konstatierte angeblich, dass aus ihm „ein Großer“ werde – verpflichtete ihn der vormalige Kölner Assistenztrainer Horst Köppel im Sommer 1982 für seine erste Cheftraineranstellung beim Ligakonkurrenten Arminia Bielefeld, der den Vertrag von Stammtorhüter Wolfgang Kneib nicht verlängert hatte. Dort spielte er an der Seite seines ebenfalls 1982 verpflichteten Landsmanns Pasi Rautiainen. In der Vorbereitung zeigte er einige Unsicherheiten und geriet damit schnell in der Bundesliga in Verruf. Mitte August kam jedoch heraus, dass er im Kampf um den Stammplatz eine Handverletzung verschwiegen hatte. Nachdem er zum Saisonauftakt beim 1:0-Erfolg über die aufgrund hoher Investitionen und Neutrainer Dettmar Cramer hochfavorisierte Mannschaft von Bayer 04 Leverkusen sogar einen von Dieter Herzog getretenen Strafstoß gehalten hatte und somit ohne Gegentor geblieben war, wurde er in der Presse gelobt. Am 6. November 1982 kassierte er bei der 1:11-Niederlage bei Borussia Dortmund in der zweiten Halbzeit zehn Gegentore. Er erhielt daraufhin den Spitznamen „Pannen-Olli“. Bis Ende November stand er noch im Tor, nach erneut spielentscheidenden Patzern bei der 1:2-Niederlage gegen Werder Bremen trotz 1:0-Führung durch Rautiainen bei Gegentreffern von Rudi Völler und Yasuhiko Okudera setzte Trainer Horst Köppel trotz erneut pariertem Strafstoß – selbst verschuldet, von Norbert Meier verschossen – auf den bisherigen Ersatzmann Volker Diergardt. Insgesamt hatte Isoaho bis dahin 15-mal für Arminia Bielefeld in der Bundesliga gespielt. Zur folgenden Spielzeit holte der Klub Kneib zurück.
Nach einem kurzen anschließenden Intermezzo in Hongkong spielte Isoaho noch zweimal für den schwedischen Verein Västerås SK und den norwegischen Club Moss FK und beendete beim FC Kontu 1991 seine Karriere als Aktiver.

## Nationalmannschaft
Isoaho durchlief beim finnischen Fußballverband diversen Juniorenauswahlmannschaften, darunter zwischen 1975 und 1977 die finnische U-21-Nationalmannschaft. Am 10. Mai 1979 debütierte er in der finnischen A-Nationalmannschaft im Rahmen der Qualifikation für die Olympischen Spiele 1980 in Moskau. Hinter Norwegen und der deutschen Amateurnationalmannschaft platzierte sich die Mannschaft auf dem letzten Platz – er hatte dabei bei den Auftaktniederlagen, einer 0:1-Heimniederlage gegen Norwegen und einer 0:2-Auswärtsniederlage gegen Deutschland das Tor gehütet, anschließend wurde er durch Seppo Sairanen verdrängt. Nach dem Boykott der westlichen Mannschaften rückte die finnische Auswahlmannschaft zum Turnier nach, dort setzte Trainer Jukka Vakkila wieder auf seine Dienste. Mit je einem Sieg, einem Unentschieden und einer Niederlage war das Turnier jedoch nach der Gruppenphase frühzeitig beendet. In der Folge lieferte sich Isoaho mit Olavi Huttunen ein Duell um den Platz zwischen den Pfosten der finnischen Nationalmannschaft. Während der Qualifikation zur WM-Endrunde 1982 stand er regelmäßig im Tor, kassierte aber insbesondere bei den Spielen gegen den späteren Vizeweltmeister Deutschland bei der 0:4-Heimniederlage und der 1:7-Auswärtsniederlage etliche Gegentore. Im Anschluss war Huttunen über weite Strecken Stammtorhüter, die Länderspielkarriere Isoahos streckte sich jedoch bis 1986, im Februar des Jahres stand er beim 4:0-Sieg über Bahrain nach Treffern von Ari Valvee, Markus Törnvall, Jukka Ikäläinen und Pasi Rasimus letztmals im Nationaljersey auf dem Platz – neben dem 0:0-Unentschieden gegen Irak beim Olympiaturnier 1980 sein einziges Länderspiel ohne Gegentreffer.
Da die Spiele im Rahmen der Olympischen Spiele und der zugehörigen Qualifikation seitens der FIFA nicht mehr als offizielle Länderspiele gewertet werden, variiert die Anzahl der Länderspiele Isoahos je nach Zählweise zwischen 14 oder 20 Länderspielen.

## Rezeption
Das Magazin 11 Freunde platzierte Isoaho auf seiner Liste der größten Fehleinkäufe der Bundesligageschichte auf den dritten Platz.